# Volvo Penta
Aktiebolaget Volvo Penta ingår i Volvokoncernen och tillverkar båtmotorer och industrimotorer. Volvo Penta har huvudkontor i Göteborg och omkring 2 400 anställda, varav cirka 1 500 i Sverige.

## Historik
Den mekaniska verkstaden i Skövde som är ursprunget grundades 1868 och drevs 1875–1919 under namnet Sköfde gjuteri och mekaniska verkstad. År 1919 antog man namnet Pentaverken AB. 
- Penta Z2 [3]
- Penta V2
- Penta S21

Bakgrunden till namnet var att år 1907 togs beslut om att konstruera den första svenska marinmotorn, B1 vid verkstaden. Konstruktör var Edvard Hubendick. Motorn kom senare att kallas för Penta – som betyder "fem" på grekiska, ett namn som senare kom att överföras på verkstaden. Pentaverken kom att bli Sveriges främsta tillverkare av såväl inom- som utombordsmotorer för båtar, ända upp till 150 hästkrafter (hk). Man hade även en omfattande export, och tillverkade bland annat båtmotorerna till atlantångarna M/S Bremens och M/S Europas livbåtar. År 1932 hade man omkring 350 anställda vid verkstaden i Skövde. Penta blev en etablerad bilmotortillverkare och när Volvo 1927 tillverkade sin första personbil "Jakob" satt en motor från Pentaverken under huven. Volvo köpte 1935 Pentaverken i Skövde som då blev Volvo Pentaverken.      

### Aquamatic
Plastbåtsindustrin och möjligheten att masstillverka fritidsbåtar hade kommit igång under 1950-talet. Men en stor inombordsmotor och fast propeller samt ett löst roder var ingen bra kombination. Amerikanen James R. Wynne hade kommit på en lösning, genom att kombinera inombordsmotorn med ett utbordardrev. Den nordamerikanska båtmotorindustrin ville dock endast sälja utombordare. Volvos USA-chef John Järnmark fick kontakt med Wynne och introducerade honom för Pentachefen Harald Wiklund. Det resulterade i ett avtal som gav Penta ensamrätt till "I/O"-drevet ("I/O"=Inboard/Outboard). 
Världsnyheten presenterades av Penta på 1959 års New York Boat Show, med en modifierad drivkälla från en B16-motor på 80 hästkrafter. Järnmark besökte i slutet av 1950-talet USA-pionjären Nils Sefeldt och berättade om "I/O"-drevet som snart skulle lanseras samt att man behövde ett bra namn till uppfinningen. Sefeldt fick efter en stund syn på en aquavit-flaska som stod på bordet intill, och namnet blev direkt klart för honom: Aquamatic. Drevet gjorde båtarna snabbare, stabilare och lättare att manövrera. Aquamaticdrevet blev en stor succé för företaget. 
Volvo Penta räknas idag som ett av Volvokoncernens mest lönsamma och mest innovativa företag. Utöver drevet märks bland innovationerna även den kontraroterande propellern, Duoprop. En vanlig missuppfattning är att Volvo Penta 2005 införde världens första framåtriktade propellrar för fritidsbåtar med Inboard Performance System(IPS) 2005. Under åren 1966–1971 tillverkade emellertid svenska Monark-Crescentbolagen (MCB) ett tusental exemplar av Drive-45 med framåtriktad propeller. 
Volvo Pentas huvudkontor finns i Göteborg där också största delen av produktutvecklingen sker.

## Typer av motorer
Idag tillverkas marin- och industrimotorer.
Huvuddelen är dieselmotorer som tillverkas i Vara och i Skövde, men i USA (Lexington, Tennessee) tillverkas även bensinmotorer, främst för den amerikanska marknaden.
Marinmotorerna är från ca 1 till 16 liter och i effektklasser från ca 10 hk till 1 000 hk.

## Typer av transmissioner
Idag tillverkas fyra olika typer marina transmissioner.
- Drev av typen DPH och DPI är för dieselmotorer. DPI är en uppdatering av DPH. Båda typerna levereras med Duoprop, det vill säga med två motroterande propellrar på samma axel. Motorerna tillverkas i Vara och dreven i Köping.
- Drev av typen SX och DPS, dessa är för bensinmotorer och de minsta dieselmotorerna. SX är ett drev med enkel propeller och DPS har kontraroterande propeller. Både dreven och motorerna tillverkas i Lexington, Tennessee, USA.
- IPS (Inboard Performance System) är ett nyutvecklat drivsystem med framåtriktade propellrar och styrbara drivenheter. Systemet ersätter drivsystem med vanliga raka axlar (inombordare) i båtar från ca 40 fot upp till 75 fot. Motorerna tillverkas i Vara och drivenheterna i Köping.
- Segelbåtsdreven 130S och 150S är för segelbåtar för motorer upp till 75hk. Dessa tillverkas av ZF för Volvo Penta i Arco, Italien.

Man har även tillverkat backslag tidigare i Köping.

## Tillverkningsorter

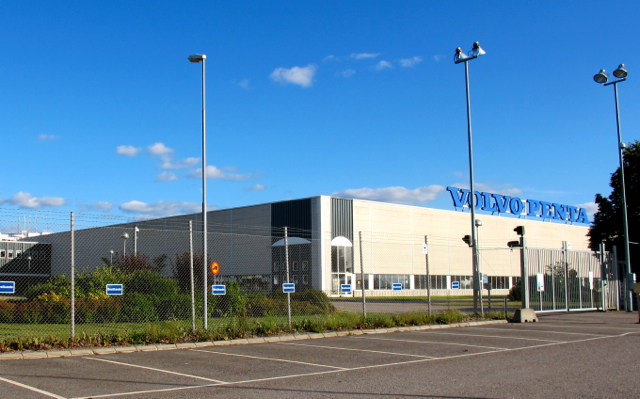
Volvo Pentas fabrik i Vara.

Volvo Pentas helägda fabriker finns i Vara, Lexington och Wuxi, Kina.
Motorer tillverkas även i Volvokoncernens gemensamma motorfabriker i Skövde och Lyon, Frankrike.
Transmissionerna, det vill säga dreven och det så kallade IPS-systemet, tillverkas i Köping.

## Galleri

Exempel på motorer från Volvo Penta
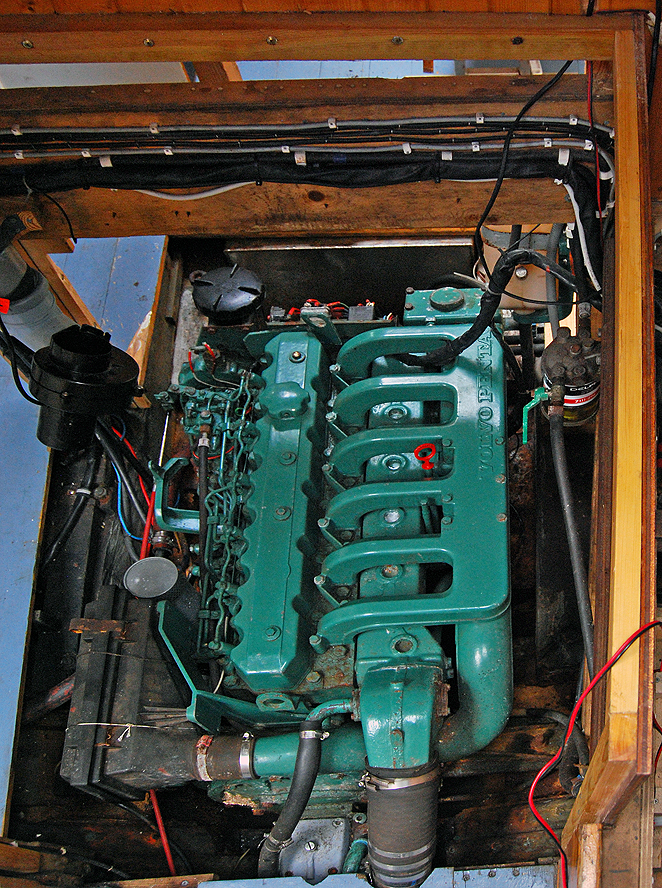
Volvo Penta 6-cylindrig diesel, båtmotor.
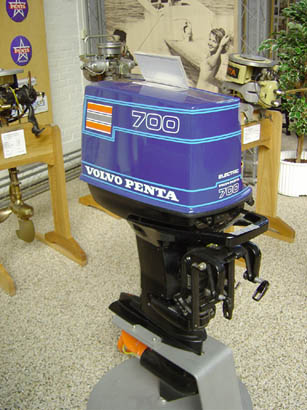
Volvo Penta 700.
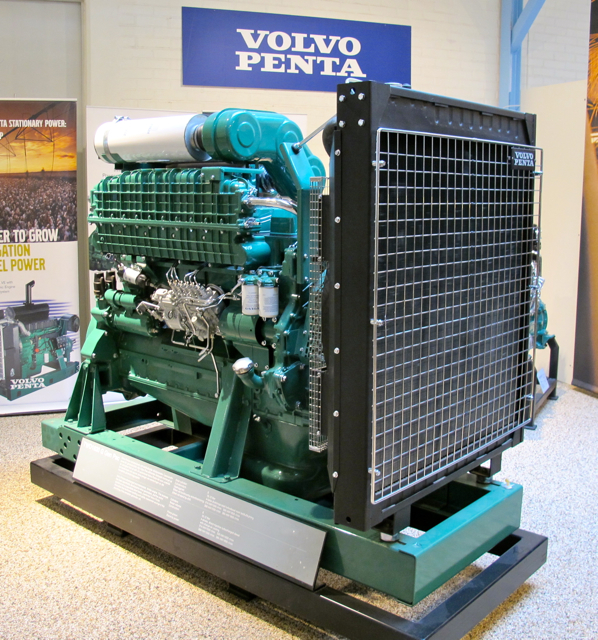
TWD1620.
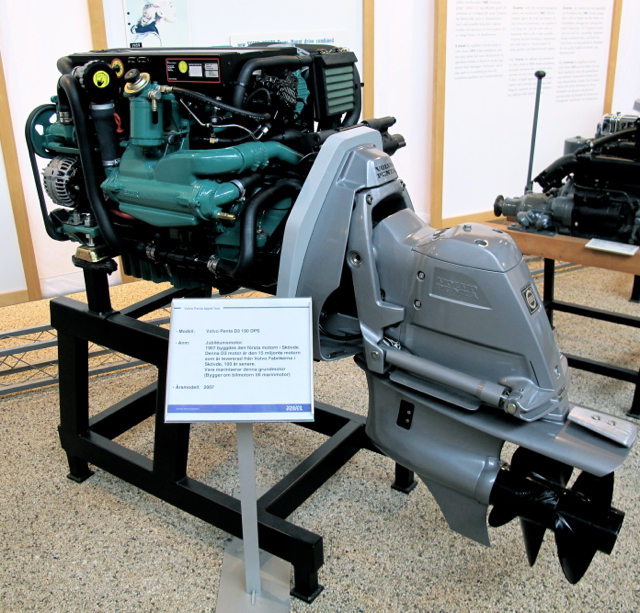
D3 190 DPS.
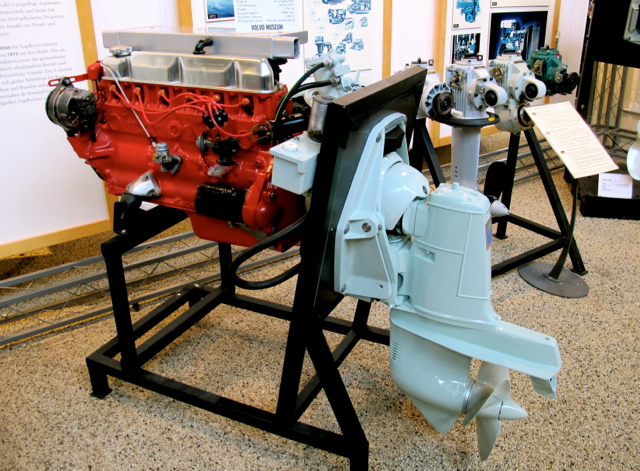
AQ170A.
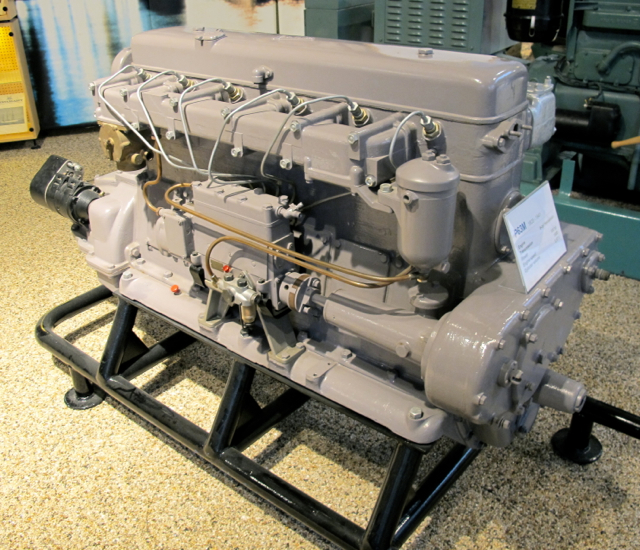
P63M.